# Dánia az 1994. évi téli olimpiai játékokon
Dánia a norvégiai Lillehammerben megrendezett 1994. évi téli olimpiai játékok egyik részt vevő nemzete volt. Az országot az olimpián 3 sportágban 4 sportoló képviselte, akik érmet nem szereztek.

## Alpesisí
Férfi
| Versenyző        | Versenyszám      | 1. futam | 1. futam | 2. futam      | 2. futam      | Összesítés | Összesítés |
| Versenyző        | Versenyszám      | Idő      | Hely.    | Idő           | Hely.         | Idő        | Helyezés   |
| ---------------- | ---------------- | -------- | -------- | ------------- | ------------- | ---------- | ---------- |
| Johnny Albertsen | Óriás-műlesiklás | 1:37,35  | 42.      | nem ért célba | nem ért célba | kiesett    | kiesett    |

## Műkorcsolya
| Versenyző        | Versenyszám  | Rövid program     | Rövid program | Rövid program | Kűr               | Kűr   | Kűr         | Összesítés         | Összesítés |
| Versenyző        | Versenyszám  | Több. hely. száma | Hely.         | Hely. pont.   | Több. hely. száma | Hely. | Hely. pont. | Helyezési pontszám | Helyezés   |
| ---------------- | ------------ | ----------------- | ------------- | ------------- | ----------------- | ----- | ----------- | ------------------ | ---------- |
| Michael Tyllesen | Férfi egyéni | 5×13+             | 13.           | 6,5           | 6×12+             | 12.   | 12,0        | 18,5               | 13.        |

## Sífutás
Férfi
| Versenyző      | Versenyszám         | Eredmény  | Helyezés |
| -------------- | ------------------- | --------- | -------- |
| Michael Binzer | 10 km               | 27:43,5   | 66.      |
| Michael Binzer | 15 km üldözőverseny | 42:57,1   | 50.      |
| Michael Binzer | 30 km               | 1:22:23,1 | 47.      |
| Ebbe Hartz     | 10 km               | 27:36,0   | 64.      |
| Ebbe Hartz     | 15 km üldözőverseny | 44:32,8   | 61.      |
| Ebbe Hartz     | 30 km               | 1:27:43,2 | 66.      |
| Ebbe Hartz     | 50 km               | 2:25:58,5 | 57.      |